# 哀しき獣
『哀しき獣』（かなしきけもの、原題：황해）は、2010年公開の韓国のサスペンス映画。『チェイサー』のナ・ホンジンが脚本と監督を務めた。

## ストーリー
中国、ロシア、北朝鮮に国境を接する延辺朝鮮族自治州の中国側に住むグナム（ハ・ジョンウ）は、タクシー運転手をする傍ら、借金返済のために給料を賭け麻雀につぎ込む堕落した生活を送っていた。さらに、韓国に出稼ぎに行った妻からの送金も連絡もない。窮地に瀕したグナムは犬商人で地下社会のボス、ミョン（キム・ユンソク）に持ちかけられた請負殺人の依頼を承諾し、韓国へ向かう。

## キャスト
| 役名               | 俳優             | 日本語吹替     |
| ------------------ | ---------------- | -------------- |
| キム・グナム       | ハ・ジョンウ     | 内田夕夜       |
| ミョン・ジョンハク | キム・ユンソク   | 山路和弘       |
| キム・テウォン     | チョ・ソンハ     | てらそままさき |
| キム・スンヒョン   | クァク・ドウォン | 魚建           |
| チェ・ソンナム     | イ・チョルミン   | 青木強         |
| グナムの母         | ソン・ビョンスク | 小日向みわ     |
| ナレーション       | ‐                | てらそままさき |

- その他の声の吹き替え：岩崎正寛／坂本くんぺい／一色まゆ／高橋里枝／山内健嗣／志田有彩／長谷川俊介／雨宮弘樹／川原慶久／武田幸史／下田レイ／後藤ヒロキ／かぬか光明／石田嘉代／前田一世
- 日本語版製作スタッフ - 演出：宇出喜美、翻訳：日笠千晶、制作：ニュージャパンフィルム

## 製作
本作は20世紀フォックス傘下のフォックス・インターナショナル・プロダクションズから出資を受けた。フォックスが韓国映画に出資することと、韓国映画が脚本段階でアメリカのメジャー映画会社の出資を受けるのは、共にこれが初めてである。

## 公開
2011年の第64回カンヌ国際映画祭の「ある視点」部門、第24回東京国際映画祭の「アジアの風」部門に出品された。

## 受賞歴
- 第44回シッチェス・カタロニア国際映画祭：ファンタスティック・コンペティション部門 最優秀監督賞（ナ・ホンジン）
- 第15回富川国際ファンタスティック映画祭：長編監督賞（ナ・ホンジン）
- 第5回アジア・フィルム・アワード：主演男優賞（ハ・ジョンウ）
- 第48回大鐘賞：助演男優賞（チョ・ソンハ）
- 第48回大鐘賞：衣装賞（チェ・キョンファ）
- 第32回青龍映画賞：照明賞（ファン・スンウク)
- 第47回百想芸術大賞：映画部門 男性最優秀演技賞（ハ・ジョンウ）
- 第31回韓国映画評論家協会賞：男性演技者賞（ハ・ジョンウ）